# Raïon de Sortavala
Le raïon de Sortavala (russe : Сортавальский район, carélien:Sortavalan piiri) est l'un des quinze raïons de la république de Carélie en Russie.

## Description
La superficie du raïon est de 2 189 km2.
Son centre administratif est la ville de Sortavala.
Le raïon est situé entre le nord du lac Ladoga et la Finlande.

## Politique et administration

### Statut
Le raïon est un des seize raïons de la république de Carélie, dans le district fédéral du Nord-Ouest,.

### Tendances politiques
| Scrutin             | 1er tour | 1er tour | 1er tour | 1er tour | 1er tour | 1er tour | 1er tour | 1er tour | 1er tour | 1er tour | 1er tour | 1er tour | 2d tour                  | 2d tour                  | 2d tour                  | 2d tour                  | 2d tour                  | 2d tour                  | 2d tour                  | 2d tour                  |
| Scrutin             | 1er      | 1er      | %        | 2e       | 2e       | %        | 3e       | 3e       | %        | 4e       | 4e       | %        | 1er                      | %                        | 2e                       | %                        | 3e                       | %                        | 4e                       | %                        |
| ------------------- | -------- | -------- | -------- | -------- | -------- | -------- | -------- | -------- | -------- | -------- | -------- | -------- | ------------------------ | ------------------------ | ------------------------ | ------------------------ | ------------------------ | ------------------------ | ------------------------ | ------------------------ |
| Présidentielle 2012 |          | ER       | 51,69    |          | KPRF     | 17,50    |          | SE       | 13,56    |          | LDPR     | 8,60     | Victoire au premier tour | Victoire au premier tour | Victoire au premier tour | Victoire au premier tour | Victoire au premier tour | Victoire au premier tour | Victoire au premier tour | Victoire au premier tour |
| Gouvernorale 2017   |          | ER       | 59,58    |          | SRZP     | 22,52    |          | KPRF     | 9,82     |          | LDPR     | 4,97     | Victoire au premier tour | Victoire au premier tour | Victoire au premier tour | Victoire au premier tour | Victoire au premier tour | Victoire au premier tour | Victoire au premier tour | Victoire au premier tour |
| Présidentielle 2018 |          | ER       | 75,99    |          | KPRF     | 9,65     |          | LDPR     | 8,04     |          | GRANI    | 1,99     | Victoire au premier tour | Victoire au premier tour | Victoire au premier tour | Victoire au premier tour | Victoire au premier tour | Victoire au premier tour | Victoire au premier tour | Victoire au premier tour |

## Démographie
Recensements (*) ou estimations de la population
| 1989*  | 2002*  | 2009   | 2010   | 2011   | 2013   | 2015   |
| ------ | ------ | ------ | ------ | ------ | ------ | ------ |
| 38 004 | 35 596 | 33 070 | 32 287 | 32 260 | 31 800 | 31 421 |

| 2017   | 2019   | 2021   | 2023   | - | - | - |
| ------ | ------ | ------ | ------ | - | - | - |
| 31 189 | 30 914 | 24 121 | 23 825 | - | - | - |